# Paul Steinitz
Paul Steinitz (Chichester, 25 augustus 1909 - Oxhey, Surrey, 21 april 1988) was een Engels organist en dirigent. Steinitz staat bekend als pionier van de authentieke uitvoeringspraktijk, met name in de muziek van Johann Sebastian Bach.

## Carrière
Paul Steinitz werd geboren in Chichester aan de zuidkust van Engeland.  Zijn vader was een anglicaans geestelijke. Hij kreeg privaat onderwijs en studeerde aan de Royal Academy of Music in Londen, en bij de componist George Oldroyd. Hij studeerde orgel en kreeg in 1930 het ARCO- orgeldiploma en zes maanden later de FRCO. Als directeur muziek in St. Mary's in Ashford, Kent, wijdde hij zich aan de muziek van Johann Sebastian Bach en behaalde in 1940 zijn doctoraat aan de Universiteit van Londen.
In 1946 richtte hij de London Bach Society op, met als doel de muziek van Bach op authentieke wijze uit te voeren. Hij werd als organist aan de historische Priory Church of St. Bartholomew-the-Great aangesteld (1949-1961) en als hoofddocent aan het Goldsmiths College, Universiteit van Londen (1945-1977).  Hij werd professor aan de Royal Academy of Music (1945-1984) en vervolgens Consultant Professor aldaar (1984-1988).

## London Bach Society
De London Bach Society was een koor waarmee hij de muziek van Bach op authentieke wijze ten gehore wilde brengen. In die tijd was een romantische interpretatie met grote koren, die in Engelse vertaling zongen, de norm. Vanaf 1950 werd het mogelijk de muziek van Bach in de originele Duitse taal te zingen. In 1952 dirigeerde Steinitz die eerste opvoering in Engeland van Bachs Matthäus-Passion in een complete en originele vorm. Dit werk werd elk jaar door de LBS gedurende de week vóór Pasen in Londen ten gehore gebracht.
Vanaf 1952 begon Steinitz met het enorme project om alle bestaande 208 cantates van Bach in Londen op te voeren. Dit project werd voltooid in 1987, een jaar voor zijn dood.
1968 richtte Steinitz de Steinitz Bach Players op. Dit was een instrumentale groep met beroepsmusici die zich interesseerden voor authentieke opvoeringsmethoden. Er werden regelmatig concerten gegeven waarbij instrumentaal en vocaal muziek werd opgevoerd. Ook besteedde hij aandacht aan andere barok componisten, zowel als moderne componisten, inclusief eerste uitvoeringen. Er waren uitvoeringen van Canticum Sacrum van Stravinsky onder gastdirigent Robert Craft, (1956) en werken van Bruno Maderna, Luigi Dallapiccola, Peter Maxwell Davies, John Tavener, Anthony Milner, Stanley Glasser (gezongen in de Zulu taal), Christopher Brown, Geoffrey Burgon en zijn eigen leerling Nicholas Maw.
Concerten werden gegeven in vele steden in het zuiden van Engeland. Er waren buitenlandse tournees:USA, Israël, Bulgarije en tweemaal naar de DDR (1964 en 1983 waarbij beide keren in de Thomanerkirche, Leipzig).

## Onderscheidingen
Steinitz droeg veel bij tot de literatuur over barokmuziek. In The New Oxford History of Music schreef hij een hoofdstuk over Duitse kerkmuziek in de 18de eeuw. Hij schreef boeken over harmonie, en de boeken Bach’s Passions, Bach for Choirs en Performing Bach’s Vocal Music.
Paul Steinitz was erelid van de Royal Academy of Music en de Royal College of Organists. In het 300ste geboortejaar van Bach (1985) werd hij benoemd tot Officier in de Orde van het Britse Rijk.
Dr. Steinitz overleed in april 1988 in zijn landelijk huis uit de 18de eeuw. Hij was een vrome Quaker, die altijd een vaste overtuiging had dat muziek de kracht had om vrede te brengen waar politieke tweedracht was.
Een gedenkteken voor Steinitz werd in 1991 in het klooster St Bartholomew-the-Great, West Smithfield, Londen, onthuld.
Sinds de dood van Steinitz is de London Bach Society geen koor meer, maar wel een levendig Society dat zich met behulp van Steinitz' weduwe Margaret aan Bach-onderzoek wijdt, en elk jaar een Bachfeest organiseert.